# Peltops
Genre
Peltops est un genre d'oiseaux de la famille des Artamidae endémique de l'île de Nouvelle-Guinée. Il comprend deux espèces.

## Distribution et habitat
Ils vivent tous deux dans la forêt tropicale en Nouvelle-Guinée, mais sont séparés par l'altitude. Le Peltopse des plaines vit sur l'île du niveau de la mer jusqu'à 600 m d'altitude, tandis que le Peltopse des montagnes vit entre 600 et 3000 m. Ils sont particulièrement fréquents au niveau des clairières et des lisières des forêts, les zones d'abattage, les zones ripariennes et autres zones perturbées, y compris par l'homme comme les routes et les jardins. Dans la forêt vierge intacte, ils peuvent utiliser des arbres massifs émergents et au-dessus de la canopée. 

## Description
Ils sont plus petits que le genre Cracticus et ont un bec moins massif (mais toujours de grande taille) qu'eux. Le Peltopse des montagnes est la plus grande des deux espèces, avec 20 cm de long, tandis que le Peltopse des plaines est légèrement plus petit avec 18 à 19 cm. Le bec crochu est la même taille chez les deux espèces.

## Espèces
Il contient les espèces suivantes :
- Peltopse des plaines - Peltops blainvillii (Garnot, 1827)
- Peltopse des montagnes - Peltops montanus Stresemann, 1921